# Барбара Шеллі
Барбара Тереза Шеллі (англ. Barbara Shelley; до шлюбу Ковін; 13 лютого 1932 — 3 січня 2021) — англійська кіно і телеакторка. Знялася у понад сотні фільмах та телесеріалах. Найвідоміша роботою у фільмах жахів, таких як «Прокляте селище», «Дракула: Князь пітьми», «Распутін: Божевільний чернець» і «Квотермасс і колодязь».

## Біографія
Народилася 13 лютого 1932 року в Лондоні. У 1953 році, під час відпочинку у Римі, вона познайомилася з італійським актором Вальтером К'ярі. Попри те, що вона планувала місячні канікули, Шеллі чотири роки прожила в Римі і знялася в дев'яти італійських фільмах.
У 1957 році Шеллі повернулася до Англії. У цьому році знялася у фільмі «Дівчина-кішка». Наступного року у фільмі «Табір на Кривавому острові». Потім вона з'явилася в готичному фільмі жаху «Кров вампіра». Потім були ролі у фільмах жахів «Прокляте селище» (1960), «Горгона» (1964), «Дракула: Князь пітьми» (1966), «Распутін: Божевільний чернець» (1966) та «Квотермасс і колодязь» (1967). Завдяки відомій сцені у фільмі «Дракула» їй приписували амплуа королеви крику, хоча її крик у фільмі озвучила Сюзан Фармер. Барбара Шеллі стала провідною зіркою кінокомпанії Hammer і отримала прізвисько «Королева молота». Її остання роль на екрані була в міні-серіалі Uncle Silas у 1989 році.
Потрапила до лікарні в грудні 2020 року для обстеження і там заразилася COVID-19. Хоча акторка одужала, в неї виникли ускладнення, від яких вона померла 3 січня 2021 року у віці 88 років.

## Вибрана фільмографія
| Рік       |    | Українська назва              | Оригінальна назва            | Роль                             |
| --------- | -- | ----------------------------- | ---------------------------- | -------------------------------- |
| 1953      | ф  |                               | Mantrap                      |                                  |
| 1955      | ф  | Новий місяць                  | Luna nova                    | Аміра                            |
| 1955      | ф  | Трагічна балада               | Balata tragica               | Бетті Мейсон                     |
| 1956      | ф  | Коханка Нерона                | Mio figlio Nerone            |                                  |
| 1956      | ф  | Тото, Пеппіно та поза законом | Totò, Peppino e i fuorilegge | баронеса                         |
| 1957      | ф  | Дівчина-кішка                 | Cat Girl                     | Леонора Джонсон                  |
| 1958      | ф  | Кінець рядка                  | The End of the Line          | Ліліан                           |
| 1958      | ф  | Табір на Кривавому острові    | The Camp on Blood Island     | Кейт                             |
| 1958      | ф  | Кров вампіра                  | Blood of the Vampire         | Мадлен                           |
| 1958      | ф  | Вбивство на місці 3           | Murder at Site 3             | Сьюзен                           |
| 1959      | ф  | Смертельний запис             | Deadly Record                | Сьюзен Вебб                      |
| 1959      | ф  | Боббікінс                     | Bobbikins                    | Валері                           |
| 1960      | ф  | Прокляте селище               | The Village Of The Damned    | Антея Зеллабі                    |
| 1960      | с  | Небезпечна людина             | Danger Man                   | (серія «Dragonsfield»)           |
| 1961      | ф  | Історія Давида                | A Story of David             | Авігея                           |
| 1961      | ф  | Тінь кота                     | The Shadow of the Cat        | Бет Венабль                      |
| 1961      | с  | Месники                       | The Avengers                 | (серія «View from a Villa»)      |
| 1962      | ф  | Стук листоноші                | Postman's Knock              | Джин                             |
| 1962      | с  | Святий                        | The Saint                    |                                  |
| 1964      | ф  | Горгона                       | The Gorgon                   | Карла Гофман                     |
| 1964      | ф  | Сліпий куточок                | Blind Corner                 | Енн                              |
| 1965      | ф  | Таємниця Кривавого острова    | The Secret of Blood Island   | Елейн                            |
| 1965      | с  | Агенти U.N.C.L.E.             | The Man from U.N.C.L.E.      |                                  |
| 1965—1966 | с  |                               | 12 O'Clock High              |                                  |
| 1966      | ф  | Дракула: Князь пітьми         | Dracula: Prince of Darkness  | Гелен Кент                       |
| 1966      | ф  | Распутін: Божевільний чернець | Rasputin, the Mad Monk       | Соня                             |
| 1967      | ф  | Квотермасс і колодязь         | Quatermass and the Pit       | Барбара Джадд                    |
| 1969      | тф |                               | The Spy Killer               | Даніель                          |
| 1973      | с  | Автомобілі Z                  | Z-Cars                       |                                  |
| 1979      | с  | Принц-регент                  | Prince Regent                |                                  |
| 1981      | с  | Борджіа                       | The Borgias                  | Ваноцца де Каттані               |
| 1981      | с  | Сімка Блейка                  | Blake's 7                    | Ваноцца де Каттані               |
| 1984      | с  | Доктор Хто                    | Doctor Who                   | Сораста (серія «Planet of Fire») |
| 1988      | с  | Мешканці Іст-Енду             | EastEnders                   |                                  |
| 1988      | тф | Мегре                         | Maigret                      | Луїс Мегре                       |